# Alcea sotudei
Alcea sotudei är en malvaväxtart som beskrevs av Ahmed Ahmad Parsa. Alcea sotudei ingår i släktet stockrosor, och familjen malvaväxter. Inga underarter finns listade i Catalogue of Life.